# Hugo Dollheiser
Hugo Dollheiser   (Duisburg, 18 de setembre de 1927 - Mülheim del Ruhr, 7 d'octubre de 2017) fou un jugador d'hoquei sobre herba alemany que va competir durant les dècades de 1950 i 1960. Era germà del també jugador d'hoquei Hans-Jürgen Dollheiser.
El 1952 va prendre part en els Jocs Olímpics d'Estiu de Hèlsinki, on fou cinquè en la competició d'hoquei sobre herba. Quatre anys més tard, als Jocs de Melbourne, guanyà la medalla de bronze en la mateixa competició.
Durant la seva carrera esportiva va jugar 36 partits internacionals entre 1952 i 1958. El 1954 va formar part de l'equip alemany que guanyà el Campionat d'Europa no oficial. A nivell de clubs jugà al Club Raffelberg Duisburg, amb qui guanyà la lliga alemanya de 1951 i 1953. Posteriorment jugà amb el Preußen Duisburg i el Uhlenhorst Mülheim, amb qui guanyà la lliga de 1958, 1960 i 1964.